# برزة (اللاذقية)
برزة قرية في ناحية كنسبا التابعة لمنطقة الحفّة في محافظة اللاذقية.